# Alley Oop

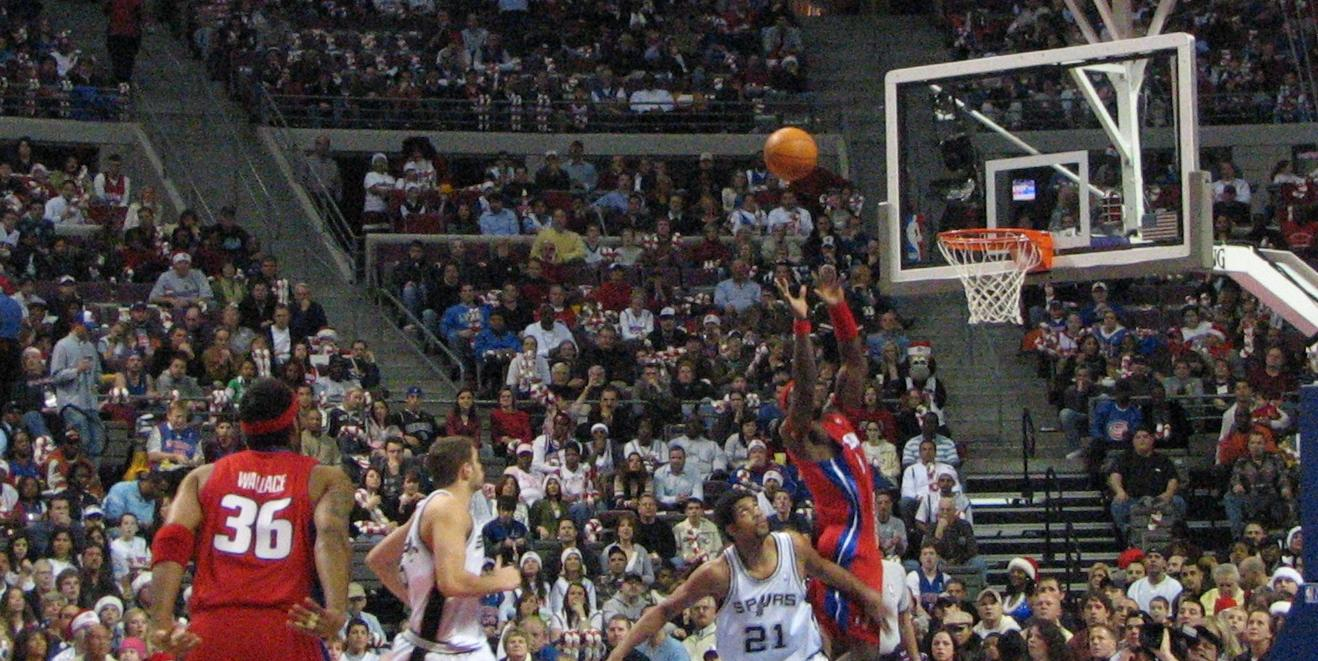
Rasheed Wallace (#36) van de Detroit Pistons gooit een alley oop pass naar teamgenoot Ben Wallace in 2005 tegen de San Antonio Spurs.

Een alley oop is een aanvallende beweging in het basketbal waarbij een speler de bal omhoog gooit naar een teamgenoot in de buurt van de basket, die springt, de bal in de lucht vangt en vervolgens onmiddellijk een doelpoging scoort, meestal met een slam dunk. Het is een indrukwekkende manier van scoren en kan op veel bijval rekenen van de toeschouwers. De alley oop combineert elementen van teamwerk, precieze passing, timing en dunken. De alley oop werd uitgevonden en bekendgemaakt bij het grote publiek in de jaren zeventig door de North Carolina State University. Aangezien de dunk verboden was in die tijd, gooide de center de bal gewoon door de ring in plaats van te dunken. In de jaren negentig werd de alley oop door veel NBA-sterren als een enorm snel aanvalsmiddel gebruikt. Als een speler een alley oop scoort, telt deze score voor 2 punten onafhankelijk van waar de (mede-)speler de pass heeft gegeven.
Een zeldzamere variant van de alley oop komt voor als de speler passt naar zichzelf (door middel van het bord of de grond), en vervolgens zelf de doelpoging scoort. Deze manier van alley oop, wordt nog maar weinig gezien.